# Cmentarz ewangelicki w Pniewach
Cmentarz ewangelicki w Pniewach – nieistniejący cmentarz ewangelicki zlokalizowany w Pniewach przy ulicy Jeziornej.

## Historia
Cmentarz zajmował prostokątną parcelę, przedzielona główną aleją łączącą obecne ulice Jeziorną i Międzychodzką, na środku cmentarza znajdowała się kaplica. Wśród innych grobów znajdowały się grobowce rodzin von Reppard i Massenbach. Ponadto był tam grób powstańca wielkopolskiego, ewangelika o nazwisku Koch. Jego mogiłę wieńczyła rzeźba białego orła, co wywoływało kontrowersje i niezadowolenie lokalnych patriotów. Ostatnie pochówki miały miejsce podczas II wojny światowej. Po 1945 proboszcz parafii św. Wawrzyńca opiekował się opuszczonym cmentarzem, z płotków otaczających wcześniej mogiły nakazał zrobić ogrodzenie cmentarza. Na początku lat 70. XX wieku lokalne władze doprowadziły do likwidacji cmentarza, ekshumowano jedynie powstańca Kocha. Na terenie pocmentarnym urządzono park, główne wejście znajduje się od ulicy Jeziornej.